# スージー・ウェーリー
スージー・ウェーリー（Suzy Whaley、1967年生まれ）は米国コネチカット州出身のプロゴルファーで、2018年11月に全米プロゴルフ協会 (Professional Golfers' Association of America、PGA of America) の会長に女性として初めて就任した。
2002年にコネチカットPGA選手権というPGA地方支部主催大会に出場して優勝し、翌2003年に女性としてはベーブ・ザハリアス以来58年ぶりに（男子）PGAツアーの全国大会（グレーターハートフォードオープン）本選に出場して予選通過を果たした。彼女はまた、地方大会にせよ（男子）PGA公認のプロトーナメントで優勝した最初の女性となった。現在彼女は Golf for Women 誌による女性ゴルフインストラクター トップ50の一人であり、また、Golfer Girl Magazine 誌を含む多数の組織の重役やアドバイザーを務めている。LPGAツアーには1993年の1年間参戦したことがあり、また、Teaching and Club Professional (T&CP) メンバーである。 
ウェーリーの実績には一部より疑問が呈されている。勝者には2003年のグレーターハートフォードオープン（PGA 男子全国大会）の本選出場権が与えられる2002年のコネチカットPGA選手権において、彼女は男子よりトータルで699ヤード短いティーから打つことを許され、この条件でプレーして優勝した。男子は6,938ヤードのところ、彼女はおよそ10%短い 6,239 ヤードだった。 
この変則的処遇は後日 PGA において議論の対象となり、結果、「ウェーリールール」として2003年からPGA全国大会の出場資格が与えられる地方大会において、その参加者は男女を問わず同じティーを使用することとされた。 
ウェーリーは2014年に書記として女性で初めてPGAの役員に就任した。 